# Jivarus pictifrons
Jivarus pictifrons är en insektsart som beskrevs av Ronderos 1979. Jivarus pictifrons ingår i släktet Jivarus och familjen gräshoppor. Inga underarter finns listade i Catalogue of Life.